# Lariscus niobe
Lariscus niobe es una especie de roedor de la familia Sciuridae.

## Distribución geográfica
Es endémica del oeste de Sumatra y el este de Java (Indonesia).

## Hábitat
Su hábitat natural son: selvas montanas tropicales o subtropicales, o bosques montanos.

## Estado de conservación
Se encuentra amenazada de extinción por la pérdida de su hábitat natural.